# Gandititan cavocaudatus
Gandititan cavocaudatus es la única especie conocida del género extinto Gandititan, un dinosaurio saurópodo titanosaurio que vivió a mediados del período Cretácico, hace aproximadamente entre 100 a 89 millones de años, desde el Cenomaniense al Turoniense, en lo que es hoy Asia. Sus fósiles fueron encontrados en la Formación Zhoutian del Cretácico Superior de China. Es conocido a partir de un esqueleto parcial.

## Descripción
Se estima que Gandititan midió 14 metros (45,9 pies) de largo. Se identificaron varias características distintivas. Algunas de ellas son autapomorfias, rasgos derivados únicos. Las vértebras cervicales tienen surcos largos y estrechos a los lados de sus partes superior e inferior. Las apófisis espinosas de la pelvis forman una placa neural con bordes laterales ondulados. Las seis vértebras caudales anteriores tienen apófisis espinosas bifurcadas. Las vértebras caudales anteriores tienen placas triangulares que sobresalen en las apófisis laterales. Cada cuerpo vertebral caudal anterior tiene un par de agujeros en forma de hendidura en su parte inferior. En estas vértebras los lados de los arcos vertebrales están fuertemente neumatizados. También hay crestas adicionales entre las apófisis espinosas y las apófisis articulares anteriores. En algunas vértebras caudales anteriores, una cresta saliente se encuentra horizontalmente entre las bases de las apófisis articulares anterior y posterior.

## Descubrimiento e investigación
El espécimen holotipo de Gandititan, JXGM-F-V1, fue descubierto en sedimentos de la Formación Zhoutian en Datangkeng, distrito de Ganxian, ciudad de Ganzhou, provincia de Jiangxi, China. El espécimen es un esqueleto postcraneal parcial que incluye una serie articulada de seis vértebras cervicales, una serie articulada de dos vértebras dorsales parciales, seis vértebras sacras y 17 vértebras caudales, algunas costillas y la cintura pélvica derecha parcial.
En 2024, Han et al. describieron a Gandititan cavocaudatus como un nuevo género y especie de saurópodo titanosaurio basal basado en estos restos fósiles. El nombre genérico, "Gandititan", combina "Gan", en referencia a la ciudad de Ganzhou, la palabra pinyin "di", que significa "Tierra" (también la primera sílaba de "dizhi", que significa "geología"), y la palabra "titán", un sufijo común para los nombres de saurópodos gigantes, que hace referencia a los dioses preolímpicos de la mitología griega. Si bien los autores pretendían que "Gandi" honrara los estudios geológicos en Ganzhou, también notan la similitud con el antiguo nórdico "gandr", que hace referencia a seres mágicos. El nombre específico, "cavocaudatus", combina las palabras latinas "cavum", que significa "cavidad" y "cauda", que significa "cola", en alusión al patrón que se observa en las vértebras caudales.

## Clasificación
Han et al. (2024) introdujeron a Gandititan en un análisis filogenético y lo encontraron como el taxón hermano de Abdarainurus en un clado de titanosaurios basales que incluye a Andesaurus y a una variedad de somfospondilanos del este de Asia. Anteriormente, en el árbol preferido de su descripción de Abdarainurus de 2020, Averianov y Lopatin encontraron un clado similar de titanosaurios basales, con Abdarainurus como el taxón hermano del clado que contiene a Andesaurus y Huabeisaurus.

### Filogenia
Los resultados de los análisis filogenéticos de Han et al. se muestran en el cladograma a continuación.
|  | Andesaurus                                                  |
|  |                                                             |
|  | Baotianmansaurus                                            |
|  |                                                             |
|  | Dongyangosaurus                                             |
|  |                                                             |
|  | Huabeisaurus                                                |
|  |                                                             |
|  | \| \| Abdarainurus \| \| \| \| \| \| Gandititan \| \| \| \| |
|  |                                                             |
|  | Abdarainurus                                                |
|  |                                                             |
|  | Gandititan                                                  |
|  |                                                             |

|  | Abdarainurus |
|  |              |
|  | Gandititan   |
|  |              |

|  | Daxiatitan      |
|  |                 |
|  | Xianshanosaurus |
|  |                 |

|  | Ruyangosaurus |
|  |               |
|  | Lithostrotia  |
|  |               |

|  | Daxiatitan      |
|  |                 |
|  | Xianshanosaurus |
|  |                 |

|  | Ruyangosaurus |
|  |               |
|  | Lithostrotia  |
|  |               |

|  | Andesaurus                                                  |
|  |                                                             |
|  | Baotianmansaurus                                            |
|  |                                                             |
|  | Dongyangosaurus                                             |
|  |                                                             |
|  | Huabeisaurus                                                |
|  |                                                             |
|  | \| \| Abdarainurus \| \| \| \| \| \| Gandititan \| \| \| \| |
|  |                                                             |
|  | Abdarainurus                                                |
|  |                                                             |
|  | Gandititan                                                  |
|  |                                                             |

|  | Abdarainurus |
|  |              |
|  | Gandititan   |
|  |              |

|  | Daxiatitan      |
|  |                 |
|  | Xianshanosaurus |
|  |                 |

|  | Ruyangosaurus |
|  |               |
|  | Lithostrotia  |
|  |               |

|  | Daxiatitan      |
|  |                 |
|  | Xianshanosaurus |
|  |                 |

|  | Ruyangosaurus |
|  |               |
|  | Lithostrotia  |
|  |               |